# Josip Plavčić
Josip Plavčić Đokac, hrvatski branitelj.

## Životopis
Rođen je 29. ožujka 1968. godine. Prije rata bio je uposlen u firmi "Vjetrenica". U završnim borbama za oslobođenje Buhinih Kuća, 14. veljače, teško je ranjen kao zapovjednik III satnije I bojne „Viteške“ brigade HVO-a.
Samo par dana prije pogibije, napustio je liječenje u Splitu. Ranjavan je više puta, a nije mogao izdržati u bolnici dok mu rodno selo gori u plamenu, te se neoporavljen vratio u Lašvansku dolinu.Ovo su naselje daleko nadmoćnije postrojbe Armije i MUP-a BiH osvojile 9. siječnja 1994. godine, presjekle magistralnu prometnicu Vitez – Busovača i obranu Viteza, pa tako hrvatske lašvanske enklave, ionako u okruženju, doveli u vrlo tešku poziciju.
Pri zauzimanju Buhinih Kuća postrojbe Armije BiH i MUP-a ubile su i masakrirale dvadeset i sedam pripadnika HVO-a i civila, mještana ovoga naselja. Među ubijenim bilo je zarobljenih vojnika, te žena i staraca.
U kasnijim borbama za oslobođenje Buhinih Kuća poginulo je još devet vojnika HVO-a, a više desetaka ih je ranjeno. U završnim borbama za oslobođenje ovog naselja, 14. veljače, teško je ranjen zapovjednik III satnije I bojne „Viteške“ brigade HVO-a, bojnik Josip Plavčić Đokac.
Dan poslije preminuo je u Franjevačkoj crkvi–bolnici „Dr. fra Mato Nikolić“ u Novoj Biloj.
U čast njegovoj herojskoj borbi za opstojnost hrvatskog naroda, postavljena je njegova bista u gradskom parku u Vitezu. O njegovoj hrabrosti svjedoči i činjenica da je tijekom rata u više navrata bio ranjavan; nakon jednog ranjavanja prevezen je na liječenje u Split, ali se nakon opravka ponovno vratio i borio za opstanak svog naroda u Vitezu i Lašvanskoj dolini.